# Álvaro da Silva Pinheiro Chagas
Álvaro da Silva Pinheiro Chagas, mais conhecido como Álvaro Pinheiro Chagas, (1872–1935), foi um jornalista português.
Foi deputado "franquista", eleito em 1906 pelo circulo de de João Franco.

## Biografia
Desde muito cedo se dedicou ao jornalismo, tendo sido redactor no Correio da Manhã, que era dirigido pelo seu pai. Empregou-se posteriormente como redactor principal no Jornal da Noite, tendo substituído o director Fernando Martins de Carvalho quando este foi chamado para o governo do referido João Franco. Também foi colaborador do jornal O Correio: Semanário Monárquico (1912–1913).
Passou igualmente pela direcção do Diário Ilustrado, e também foi director do referido Correio da Manhã desde 1909 até à Proclamação da República. Quando este jornal foi assaltado e expulso do país em 18 de Fevereiro de 1911 por determinação do Governador Civil de Lisboa, Eusébio Leão, refugiou-se primeiro em Espanha, a seguir em França e depois no Brasil, aonde ficou durante algum tempo.
Estando ainda na Galiza, em 1911, foi obrigado a abandonar Santiago de Compostela conjuntamente com Paiva Couceiro, de quem era braço direito, expulso pelo alcaide a mando do Governo de Madrid.
Regressou, posteriormente, a Portugal, aonde desempenhou primeiro o cargo de secretário geral na Sociedade Estoril, tendo sido depois promovido a gerente daquela empresa. Nos seus últimos anos de actividade, fez parte da Comissão de Pescarias e Tarifas, pertenceu ao conselho de administração da Companhia de Navegação Carregadores Açorianos, e dedicou-se à indústria do turismo.
Em 1934, fez uma viagem de repouso a França, tendo, no regresso, ficado retido em Espanha durante a Revolução de 1934.
Faleceu em 1935, na sua vivenda no Alto do Estoril, vitimado por uma angina de peito; contava com 62 anos de idade.
Era filho do escritor Manuel Pinheiro Chagas, e foi casado com Maria Teresa Pressler Chagas, tendo sido pai de Maria da Graça Pressler Chagas, Assunção Pressler Chagas Tacanho, Manuel Pressler Pinheiro Chagas e Mário Pressler Pinheiro Chagas.